# Suheila Dikmen
Suheila Dikmen (* 26. März 1968 in Eberbach; Rufname Sue Dikmen) ist eine ehemalige deutsche Fußballspielerin.

## Karriere

### Vereine
Dikmen begann im Alter von zwölf Jahren in Ziegelhausen beim Heidelberger Stadtteilverein TSG Ziegelhausen mit dem Fußballspielen. Bis zum Saisonende 1983/84 erzielte sie als Stürmerin 158 Tore; mit 35, 40, 38 und 45 Toren war sie jeweils Torschützenkönigin ihrer Mädchenmannschaft und zugleich viermal beste Spielerin der Saison.
Dem Jugendalter entwachsen, gehörte sie 16-jährig der ersten Mannschaft des FC Victoria Bammental an, für den sie in der Verbandsliga Baden in zwei Saisons 58 Tore erzielte. Anschließend wechselte sie nach Lautenbach und bestritt zwei Saisons für den ortsansässigen SV Lautenbach, anschließend eine Saison für den am 2. Juni 1985 gegründeten 1. DFC Schwäbisch Hall – nunmehr als offensive Mittelfeldspielerin.
Von 1989 bis 1992 war sie für den TSV Crailsheim in der Verbandsliga Württemberg aktiv, danach eine Saison lang in Bulach für den Karlsruher Stadtteilverein SC Bulach.
Von 1993 bis 1996 agierte sie als defensive Mittelfeldspielerin in der höchsten Spielklasse im deutschen Frauenfußball – für den SC Klinge Seckach unter Spielertrainerin Ulrike Ballweg. In der Gruppe Süd der seinerzeit zweigleisigen Bundesliga wurden jeweils am Saisonende die Plätze fünf, vier und vier belegt. Mit diesem Verein konnte sie ihren größten sportlichen Erfolg verzeichnen; das Erreichen des Finales um den Vereinspokal. Die am 25. Mai 1996 im Olympiastadion Berlin vor 40.000 Zuschauern – als Vorspiel zum Männerfinale – ausgetragene Begegnung mit dem FSV Frankfurt wurde mit 1:2 verloren; die 18-Jährige Birgit Prinz erzielte den Siegtreffer acht Minuten vor dem regulären Spielende.
Von 1996 bis 1999 war sie für den Ligakonkurrenten TuS Niederkirchen als Linksaußen aktiv, die letzten beiden Saisons in der ab 1997 auf zwölf Mannschaften begrenzten eingleisigen Bundesliga. Ihre Spielerkarriere ließ sie in der Saison 1999/2000 in der Verbandsliga Baden beim SC Klinge Seckach ausklingen.

### Auswahlmannschaft
Dikmen gehörte von 1980 bis 1988 und von 1992 bis 1996 der Auswahlmannschaft des Badischen Fußballverbandes sowie von 1988 bis 1992 der des Württembergischen Fußballverbandes an. Während ihrer Vereinszugehörigkeit zum TuS Niederkirchen war sie Auswahlspielerin des Südwestdeutschen Fußballverbandes.

## Erfolge
- DFB-Pokal-Finalist 1996

## Sonstiges
Dikmen ist derzeit Inhaberin einer Allianz-Versicherungsagentur in Freiburg im Breisgau mit Generalvertretung im Postleitzahlengebiet. Zuvor war sie in Düsseldorf tätig.